# Головне управління оперативного забезпечення Збройних сил України
Головне управління оперативного забезпечення — формування Збройних сили України, яке існувало до 2020 року і забезпечувало оперативне забезпечення частин і підрозділів ЗСУ.
У 2020 році було перетворене на Командування Сил підтримки Збройних сил України.

## Структура
- Головне управління оперативного забезпечення Збройних Сил України А2330, м. Київ

### Інженерні війська
- Центральне управління інженерних військ ЗС України А0107, м. Київ
- 20 арсенал інженерних військ А0543, с. Ольшаниця Київської області, м. Ніжин Чернігівської області
- 48 окрема інженерна бригада А2738, м. Кам'янець-Подільський Хмельницької області
- 70 центр інженерного забезпечення А0853, м. Бар Вінницької області
- 107 центр дорожнього забезпечення А1519, м. Дубно Ріненської області[3]
- 143 центр розмінування А2641, м. Кам'янець-Подільський Хмельницької області[4]
- 301 окремий дорожньо-комендантський батальйон (47 одкбр СР) А1246, м. Дубно Ріненської області[5]
- 808-й окремий полк підтримки А3935, м. Білгород-Дністровський Одеської області
- 3046 центральна база інженерних боєприпасів А2647, смт Малинівка Чугуївського району Харківської області

### Війська радіаційного, хімічного та біологічного захисту
- Центральне управління військ РХБЗ ЗСУ А0108, м. Київ
  - Розрахунково-аналітичний центр Збройних Сил України м. Київ
- 704 окремий полк радіаційного, хімічного, біологічного захисту А0807, м. Самбір Львівської області
- 536 центральна база ремонту і зберігання (озброєння РХБЗ) А0312, с. Селещина-1 Машівського району Полтавської області

### Війська радіоелектронної боротьби
- Центральне управління радіоелектронної боротьби ЗС України А0159, м. Київ
- 55 окремий спеціальний центр РЕБ А0766, м. Київ, м. Бровари Київської області

### Військово-топографічна служба
- Центральне управління воєнно-топографічне та навігації ЗС України А0115, м. Київ
- 8 редакційно-видавничий центр А0602, м. Київ
- 13 фотограмметричний центр А3674, м. Одеса
- 16 центр планування та контролю навігаційного забезпечення А1423, м. Київ
- 22 військово-картографічна частина А1121, м. Харків
- 64 топогеодезичний центр А4127, м. Шепетівка Хмельницької області
- 115 картографічний центр А3796, смт Коцюбинське Київської області
- 161 топогеодезичний центр А2308, м. Чернівці

## Керівництво

### Начальники Головного управління
- (2013—2020)[уточнити] генерал-лейтенант Кравчук Микола Іванович[6][7]

### Начальники родів військ
Інженерні війська
- (2015—2020)[уточнити] генерал-майор Лукашик Юрій Петрович[8][9]

Війська радіаційного, хімічного, біологічного захисту
- (2015—2018) полковник Штельма Віталій Михайлович[10][11]

Радіоелектронної боротьби
- (2018—2020)[уточнити] полковник Кульбіда Петро Тимофійович[12][13]